# Cyclotyphlops deharvengi
Genre
Espèce
Cyclotyphlops deharvengi, unique représentant du genre Cyclotyphlops, est une espèce de serpents de la famille des Typhlopidae.

## Répartition
Cette espèce est endémique du Sulawesi en Indonésie.

## Description
Ce serpent est considéré comme particulier : il présente une plaque circulaire sur la tête, supposée recouvrir un œil pariétal. Ce type d'œil existe chez d'autres reptiles (en particulier des lézards) mais n'était pas connu chez les serpents.

## Étymologie
Cette espèce est nommée en l'honneur de Louis Deharveng.

## Publication originale
- in den Bosch & Ineich, 1994 : The Typhlopidae of Sulawesi (Indonesia): A review with description of a new genus and a new species (Serpentes: Typhlopidae). Journal of Herpetology, vol. 28, no 2, p. 206-217.